# Olimpija Lipawa
Olimpija Lipawa (łot. Olimpija Liepāja) – łotewski klub piłkarski, mający siedzibę w mieście Lipawa, na zachodzie kraju.

## Historia
Chronologia nazw:
- 1909: 2. Liepājas biedrība riteņbraukšanas
- 1913: Olimpija Lipawa
- 1940: klub rozwiązano
- 1941: Dinamo Lipawa
- 1942: Olimpija Lipawa
- 1944: klub rozwiązano

Klub sportowy 2. Liepājas biedrība riteņbraukšanas (2.Lipawskie Towarzystwo Kolarstwa) został założony w miejscowości Lipawa 20 marca 1909 roku. Na początku istnienia w klubie działała tylko sekcja kolarstwa, dopiero na początku lat 20. XX wieku powstała sekcja piłkarska. W 1913 klub otrzymał nazwę Olimpija Lipawa. Aż do roku 1924 najsilniejszym klubem piłkarskim w Lipawie był LNJS Lipawa, ale po tym rozpoczęła się era dominacji Olimpiji.
W 1924 zespół zdobył drugie miejsce wśród łotewskich klubów prowincjalnych (wtedy mistrzostwo rozgrywano pomiędzy zwycięzcą prowincji a mistrzem stolicy Rygi), również rozegrał swoje pierwsze międzynarodowe mecze towarzyskie. W 1925 Olimpija wygrała konkurencję między klubami prowincjalnymi, co pozwoliło zagrać przeciwko RFK Ryga o tytuł mistrza Łotwy. Olimpija przegrała 3:4 po dogrywce, ale nadal był to pierwszy klub z prowincji, który rzucił poważne wyzwanie wobec klubów z Rygi. W 1926 klub ponownie był drugim na Łotwie, a jego piłkarze stały się poważną siłą w reprezentacji Łotwy (w towarzyskim meczu z Litwą grało sześciu piłkarzy z Olimpiji).
W 1927 roku powstała nowa liga na Łotwie – Virslīga, w której zagrali kluby zarówno z Rygi oraz innych miast. Olimpija została pierwszym mistrzem Virslīgi. W 1928 i 1929 klub zdobył 2 kolejne tytuły. Od 1928 do 1930 roku Olimpija wygrała trzy lata z rzędu Puchar Rygi i tym samym stała się jego stałym właścicielem. Początek lat 30. XX wieku był mniej udanym – w 1930 i 1931 zespół zajął drugie miejsce w Virslidze za RFK Ryga, a w 1932 – tylko 4. miejsce. Ale w 1933 roku klub zdobył kolejne mistrzostwo Łotwy. Kolejny tytuł przyszedł w roku 1936, a potem w sezonach 1937/1938 i 1938/1939.
W 1940 po okupacji radzieckiej Olimpija została rozwiązana przez Sowietów, ale na początku 1941 roku klub został reaktywowany jako Dinamo Lipawa. Latem 1941 terytorium Łotwy został zajęty przez wojska III Rzeszy. W 1942 klub przywrócił nazwę Olimpija Lipawa. W październiku 1944 roku po ponownym przyjściu wojsk radzieckich klub został zlikwidowany po raz drugi i ostatni.
Wielu byłych piłkarzy Olimpiji wraz z trenerem Kārlis Tīls później przeszły do nowo utworzonego klubu radzieckiego Liepājas Metalurgs, który został założony w 1945 roku (co najmniej 9 byłych graczy Olimpija byli w kadrze Daugavy, która zdobyła w 1946 tytuł mistrzowski Łotewskiej SRR). Więc teoretycznie Daugavę (a także – Liepājas Metalurgs) można uznać za następców Olimpiji.

## Sukcesy

### Trofea międzynarodowe
Nie uczestniczył w rozgrywkach europejskich (stan na 31-05-2016).

### Trofea krajowe
| \| \| Zdobyte trofea w rozgrywkach Łotwy (stan na: 31-05-2016) \| |                                                          |      |                                                     |
| Rozgrywki                                                         | Osiągnięcie                                              | Razy | Sezon(y)                                            |
| Mistrzostwo                                                       | I miejsce                                                | 7    | 1927, 1928, 1929, 1933, 1936, 1937/38, 1938/39      |
| Mistrzostwo                                                       | II miejsce                                               | 8    | 1925, 1926, 1930, 1931, 1935, 1939/1940, 1942, 1943 |
| Mistrzostwo                                                       | III miejsce                                              | 0    |                                                     |
| · Puchar                                                          | zdobywca                                                 | 0    |                                                     |
| · Puchar                                                          | finalista                                                | 2    | 1939, 1943                                          |
| II liga                                                           | I miejsce                                                | 0    |                                                     |
| II liga                                                           | II miejsce                                               | 0    |                                                     |
| II liga                                                           | III miejsce                                              | 0    |                                                     |
| Łotwa                                                             | Zdobyte trofea w rozgrywkach Łotwy (stan na: 31-05-2016) |      |                                                     |

## Stadion
Klub rozgrywał swoje mecze domowe na stadionie Miejskim w Lipawie, który może pomieścić 5000 widzów.